# Trébons-sur-la-Grasse
Trébons-sur-la-Grasse är en kommun i departementet Haute-Garonne i regionen Occitanien i södra Frankrike. Kommunen ligger i kantonen Villefranche-de-Lauragais som tillhör arrondissementet Toulouse. År 2022 hade Trébons-sur-la-Grasse 493 invånare.

## Befolkningsutveckling
Antalet invånare i kommunen Trébons-sur-la-Grasse
Referens:INSEE